# Hulakodu, Sagar
Hulakodu là một làng thuộc tehsil Sagar, huyện Shimoga, bang Karnataka, Ấn Độ.